# 開原駅
開原駅（かいげんえき）とは、中華人民共和国遼寧省鉄嶺市開原市にある京哈線の駅。瀋陽鉄路局の管理下にあり、二等駅。

## 歴史
- 1901年　開業。

## 隣の駅
中華人民共和国鉄道部
京哈線
中固駅 - 開原駅 - 金溝子駅
座標: 北緯42度32分39秒 東経124度01分35秒 / 北緯42.5442度 東経124.0263度